# Clásica de Almería 2023
La Clásica de Almería 2023, trentottesima edizione della corsa e valevole come quarta prova dell'UCI ProSeries 2023 categoria 1.Pro, si svolse il 12 febbraio 2023 su un percorso di 190,3 km, con partenza da Puebla de Vicar e arrivo a Roquetas de Mar, in Spagna. La vittoria fu appannaggio dell'italiano Matteo Moschetti, il quale completò il percorso in 4h43'16", alla media di 40,308 km/h, precedendo i belgi Arnaud De Lie e Jordi Meeus.
Sul traguardo di Roquetas de Mar 140 ciclisti, su 145 partiti da Puebla de Vicar, portarono a termine la competizione.

## Squadre e corridori partecipanti
| N.      | Cod. | Squadra                  |
| ------- | ---- | ------------------------ |
| 1-7     | UXT  | Uno-X Pro Cycling Team   |
| 11-17   | ICW  | Intermarché-Circus-Wanty |
| 21-27   | ARK  | Team Arkéa-Samsic        |
| 31-37   | IPT  | Israel-Premier Tech      |
| 41-47   | UAD  | UAE Team Emirates        |
| 51-57   | COF  | Cofidis                  |
| 61-67   | TFB  | Team Flanders-Baloise    |
| 71-77   | EOK  | Eolo-Kometa Cycling Team |
| 81-87   | MOV  | Movistar Team            |
| 91-97   | TEN  | TotalEnergies            |
| 101-107 | AST  | Astana Qazaqstan Team    |

| N.      | Cod. | Squadra                |
| ------- | ---- | ---------------------- |
| 111-117 | BOH  | Bora-Hansgrohe         |
| 121-127 | IGD  | Ineos Grenadiers       |
| 131-137 | BBH  | Burgos-BH              |
| 141-147 | GFC  | Groupama-FDJ           |
| 151-157 | CJR  | Caja Rural-Seguros RGA |
| 161-167 | EUS  | Euskaltel-Euskadi      |
| 171-177 | LTD  | Lotto Dstny            |
| 181-187 | EKP  | Equipo Kern Pharma     |
| 191-197 | Q36  | Q36.5 Pro Cycling Team |
| 201-207 | TUD  | Tudor Pro Cycling Team |

## Ordine d'arrivo (Top 10)
| Pos. | Corridore           | Squadra       | Tempo    |
| ---- | ------------------- | ------------- | -------- |
| 1    | Matteo Moschetti    | Q36.5         | 4h43'16" |
| 2    | Arnaud De Lie       | Lotto         | s.t.     |
| 3    | Jordi Meeus         | Bora          | s.t.     |
| 4    | Alexander Kristoff  | Uno-X         | s.t.     |
| 5    | Giacomo Nizzolo     | Israel        | s.t.     |
| 6    | Max Walscheid       | Cofidis       | s.t.     |
| 7    | Fernando Gaviria    | Movistar      | s.t.     |
| 8    | Jason Tesson        | TotalEnergies | s.t.     |
| 9    | Paul Penhoët        | Groupama      | s.t.     |
| 10   | J. Sebastián Molano | UAE           | s.t.     |